# Майорський (Чечня)
Майорський (рос. Майорский) — хутір у Наурському районі Чечні Російської Федерації.
Населення становить 63 особи. Входить до складу муніципального утворення Мекенське сільське поселення.

## Історія
Згідно із законом від 14 липня 2008 року органом місцевого самоврядування є Мекенське сільське поселення.

## Населення
| 1926 | 1990 | 2002 | 2010 |
| ---- | ---- | ---- | ---- |
| 84   | ↗122 | →122 | ↘63  |